# Bärbel Küster
Bärbel Küster (* 1967) ist eine deutsche Kunsthistorikerin.

## Leben
Sie studierte Kunstgeschichte, Philosophie und Pädagogik in Kiel, Hamburg, Berlin und Frankfurt am Main. Nach der Promotion 2000 war sie von 2001 bis 2009 wissenschaftliche Assistentin am Institut für Kunstgeschichte der Universität Stuttgart. Von 2007 bis 2009 hatte sie ein Habilitationsstipendium am Centre allemand d’histoire de l’art Paris. 2009 vertrat sie die Professur Kunstgeschichte der Gegenwart, Ästhetik und Kunsttheorie an der Kunstakademie Stuttgart. Von 2010 bis 2011 vertrat sie eine Professur an der Hochschule für Gestaltung Karlsruhe. Von 2012 bis 2014 war sie Fellow im Wrangell-Exzellenz-Programm Baden-Württemberg. Von 2014 bis Juli 2017 vertrat sie Professur Kunstgeschichte der Moderne, Institut für Kunstwissenschaft und Historische Urbanistik an der TU Berlin. Nach der Habilitation 2015 an der Goethe-Universität hat sie seit August 2017 den Lehrstuhl Moderne und zeitgenössische Kunst am Kunsthistorischen Institut der Universität Zürich inne.
Ihre Forschungsschwerpunkte sind Theorie und Geschichte des Museums, Sammlungs- und Ausstellungsgeschichte, transkulturelle Kunstgeschichte, Kunst der Moderne, Primitivismus, Rezeption außereuropäischer Kunst, Kopie und Original, Kunst in öffentlichen Räumen und Fotografie und aktuelle Kunst in afrikanischen Ländern.

## Schriften (Auswahl)
- Matisse und Picasso als Kulturreisende. Primitivismus und Anthropologie um 1900. Berlin 2003, ISBN 3-05-003850-0.
- als Herausgeberin mit Hubert Locher, Beat Wyss und Angela Zieger: Museen als Medien – Medien in Museen. Perspektiven der Museologie. Tagungsband zum Kolloquium vom 5./6. Juli 2002, veranstaltet vom Institut für Kunstgeschichte der Universität Stuttgart. München 2004, ISBN 3-932704-78-9.
- als Herausgeberin: Skulpturen des 20. Jahrhunderts in Stuttgart. Heidelberg 2006, ISBN 3-936636-84-2.
- als Herausgeberin: Bamako – Dakar. Westafrikanische Fotografie heute. Ulm 2014, ISBN 978-3-934727-36-6.
- als Herausgeberin mit Claudia Keller: Gestundete Zeit. 100 Jahre Hans Josephsohn. Scheidegger & Spiess, Zürich 2021, ISBN 978-3-85881-687-0.